# 喬治·阿倫謝雷
喬治·阿倫謝雷（英語：George Alencherry；1945年4月19日—）是印度籍天主教司鐸級樞機及現任敘利亞-瑪拉巴禮天主教埃納庫拉姆暨安加馬里大總教區榮休大總主教。

## 生平

### 早期生活
阿倫謝雷於1930年10月15日在今印度喀拉拉邦强格阿纳斯塞尔伊出生。他於1961年進入小修道院。雖然他繼續在小修道院學習，他還獲得聖碧文學院經濟學學士學位。他在小修道院完成學業後，他被送到宗座聖若瑟修院並在那裡完成了哲學和神學課程。他於1972年11月19日晉鐸。後來他繼續深造，在宗座研究院獲得了神學與哲學碩士學位。

### 晉牧
阿倫謝雷於1997年2月2日晉牧，並獲教宗若望保祿二世任命為敘利亞-瑪拉巴禮天主教圖卡萊教區主教。2011年4月1日，時任敘利亞-瑪拉巴禮天主教埃納庫拉姆暨安加馬里大總教區大總主教喬治·維塔雅提樞機去世；同年5月23日，他被敘利亞-瑪拉巴禮天主教會主教團列為下一屆人選，最終於該年5月29日獲得教宗受命，正式成為新任大總主教。

### 擢升樞機
教宗本篤十六世於2012年2月18日將他冊封為司鐸級樞機，領浴場聖伯爾納鐸堂區司鐸銜。2012年4月24日，他被任命為聖座信理部和聖座東方教會部的成員，並將可擔任直到他80歲生日。
他曾參與2013年教宗選舉秘密會議，當時選出的是教宗方濟各。他也是其中三名有權選票的非拉丁禮教會樞機之一，他們是馬龍尼禮安提阿榮休宗主教的貝沙拉·布特羅斯·拉伊和特里凡得琅大總主教的巴塞利奧斯·克利米斯·托通克爾。
阿倫謝雷樞機於2023年12月7日榮休。